# Urs Graf (Politiker)
Urs Graf (* 7. Mai 1957; heimatberechtigt in Küttigen) ist ein Schweizer Politiker (SP).

## Leben
Urs Graf absolvierte ein Studium der Rechtswissenschaften. Neben seinem Amt als Gemeindepräsident von Interlaken arbeitet er als Dozent an der Berner Fachhochschule, Departement Wirtschaft. Graf ist verheiratet und lebt in Interlaken.

## Politik
Urs Graf wurde 2005 in den Gemeinderat und zum Gemeindepräsidenten von Interlaken gewählt. Er wurde in den Jahren 2008 und 2012 wiedergewählt und 2016 wurde er in stiller Wahl zu seiner letztmöglichen Amtszeit gewählt. Graf rückte 2016 für den in den Regierungsrat gewählten Christoph Ammann in den Grossen Rat des Kantons Bern nach und wurde bei den Wahlen 2018 und 2022 wiedergewählt. Er war von 2016 bis 2018 Mitglied der Sicherheitskommission und von 2018 bis 2022 Mitglied der Kommission für Staatspolitik und Aussenbeziehungen. Seit 2019 ist Graf Mitglied der Justizkommission.
Graf ist Präsident der Wirtschafts- und Tourismuskommission sowie Geschäftsleitungsmitglied der Personalkommission der Gemeinde Interlaken. Er ist Mitglied der Geschäftsleitung der Regionalkonferenz Oberland Ost sowie des Vereins Volkswirtschaft Berner Oberland und Vorstandsmitglied des Vereins Trachten und Alphirtenfest, dem Trägerverein des Unspunnenfests. Graf ist Verwaltungsrat der Interlaken Congress & Events AG, der Harderbahn AG und der Parkhaus Zentrum AG sowie Verwaltungsratspräsident der Immobilien-Gesellschaft Interlaken AG und Verwaltungsratsvizepräsident der Bank EKI Genossenschaft.